# Droga magistralna M5 (Białoruś)
Droga magistralna M5 (biał. Магістраль М5, ros. Магистраль М5) – trasa szybkiego ruchu na Białorusi. Zaczyna się ona w Mińsku i biegnie w kierunku południowo-wschodnim, w stronę miasta Homel.
M5 pokrywa się w całości z trasą europejską nr E271.